# Physocleora nigrescens
Physocleora nigrescens là một loài bướm đêm trong họ Geometridae.